# 神学部
神学部（しんがくぶ）は、神学（英語：Theology　ドイツ語：Theologie）の研究・教育を行う日本では主に学士課程の4年制学部である。なお、神学校あるいは神学大学院も同様の機関であるが、とくに米国では学士課程の神学部は稀で、ほとんどが大学院（Divinity School）であり、神学校（Seminary）も大学院課程である。なお、後述の通り、神学部は本来聖職者・教職者を養成する目的の高等教育機関であった。

## 解説
日本においては、「神学」が慣習上キリスト教神学を指すことが多いため、「神学部」もキリスト教神学の研究・教育を行う学部を意味することが多い。しかし一般的には、キリスト教以外の宗教学も学問対象として含むことがある。実際、欧米の大学や、日本の一部の大学の中には、イスラム教・ヒンドゥー教・ユダヤ教などの他宗教をも、神学部で講じている大学は存在する。
キリスト教を学ぶ学部としての神学部における具体的なカリキュラムには、旧約・新約聖書に関する聖書学、聖書をより正確に読解するための語学（ヘブライ語・ギリシャ語）、教会史、教義学（教理学）、宗教哲学、歴史神学、実践神学、そして組織神学などが含まれる。大学・学部によって、キリスト教会の牧師や司祭など、神学校として宗教家の養成を主な使命とするものと、教養・知識としての神学（あるいはキリスト教学）教育を並行して行うものとに分かれる。後者の大学では、キリスト教信者以外の者にも門戸を開いている。
大学の歴史をみると、中世ヨーロッパの大学の中にはもともと修道院や教会が、設立母体となって誕生したものがある。そうした大学においては、哲学（自由七科）を修めた者がさらに学ぶ科目が、法学・医学と並び神学であったため、神学部は最も古くからある学部の一つといえる。ドイツ語圏の伝統的な大学の多くには神学部が置かれ、聖職者や宗教科目教員が養成されている。原則的には設置されている地元州の教職者を養成しているが、テュービンゲン大学 福音主義神学部のように学術的名声と人気を兼ね備えてドイツ語圏全域から多くの学生を集めている神学部もある。

## 神学部を置く大学

### 日本
戦前の旧制大学では独立した神学部を設置することは認められておらず、わずかに同志社大学が文学部神学科、立教大学が文学部宗教学科、関西学院大学が法文学部文学科宗教学専攻を設置するにとどまった。戦後の旧学制の終末期（1947年）に設立された同志社大学神学部が日本における大学神学部の嚆矢である。
- 同志社大学（1947年6月に旧制神学部[4]、翌年新制神学部として設立）
- 東京神学大学（1949年設立）
- 関西学院大学（1952年設立）
- 上智大学（1958年設立。日本で唯一のローマ・カトリック教皇庁立大学）
- 西南学院大学（1966年設立）
- 東京基督教大学（1990年設立）

他に、学部ではないが、国際基督教大学、立教大学、南山大学、清泉女子大学、東京女子大学、ルーテル学院大学、神戸女学院大学などには学科として神学科やキリスト教学科、もしくはそれに準じるコース、副専攻制度等がある。
京都大学文学部・大学院文学研究科には、日本の国公立大学で唯一、キリスト教学研究室が存在し、キリスト教神学の研究が行われている。

### ドイツ
ドイツの国立大学には50以上の神学部（Theologische Fakultät）が存在する。以下、主要な神学部。
- テュービンゲン大学　福音主義神学部、カトリック神学部
- ボン大学　福音主義神学部、カトリック神学部
- ミュンスター大学　福音主義神学部、カトリック神学部
- マールブルク大学　福音主義神学部
- レーゲンスブルク大学　カトリック神学部
- ゲッティンゲン大学　神学部
- ハイデルベルク大学　神学部
- ハレ・ヴィッテンベルク大学　神学部
- フライブルク大学　神学部
- フンボルト大学　神学部
- トリーア大学　神学部
- ジーゲン大学　哲学部・福音主義神学講座、カトリック神学講座

### スイス
- バーゼル大学　神学部
- チューリッヒ大学　神学部

### オーストリア
- ウィーン大学　福音主義神学部、カトリック神学部

### デンマーク
- コペンハーゲン大学　神学部

　他にもアメリカやイギリス（例：オックスフォード大学　神学・宗教学部）、オランダ、イタリアや北欧などの国々に、神学部を擁する教育・研究機関、大学・大学院は数多く存在する。

## 過去に神学部・神学科・キリスト教学科を設置していた大学

### 日本
- 明治学院大学（神学部・1890年設置・1930年日本神学校（のち日本東部神学校、日本基督教神学専門学校を経て東京神学大学）の設立に伴い分離・廃止。）[6]
- 東北学院大学（神学部・1891年設置・1937年日本神学校（のち日本東部神学校、日本基督教神学専門学校を経て東京神学大学）の設立に伴い分離・廃止。文学部基督教学科・1964年設置・2001年キリスト教学科に改称・2011年総合人文学科に改組。）[7][8]
- 青山学院大学（神学部・1894年設置・1943年日本東部神学校（のち日本基督教神学専門学校を経て東京神学大学）の設立に伴い分離・廃止。文学部基督教学科・1949年設置・1961年から1976年まで文学部神学科・1977年廃止。）[9][10]
- 関東学院大学（神学部・1959年設置・1973年廃止。）[11]
- 四国学院大学（文学部基督教学科・1962年設置・1967年人文学科に改組・2010年メジャー制度導入・改組。）[12]